# 1102年
| 千纪： | 2千纪 |
| 世纪： | 11世纪 \| 12世纪 \| 13世纪                                                                                 |
| 年代： | 1070年代 \| 1080年代 \| 1090年代 \| 1100年代 \| 1110年代 \| 1120年代 \| 1130年代                           |
| 年份： | 1097年 \| 1098年 \| 1099年 \| 1100年 \| 1101年 \| 1102年 \| 1103年 \| 1104年 \| 1105年 \| 1106年 \| 1107年 |
| 纪年： | 壬午年（马年）；辽统二年；北宋崇宁元年；西夏貞觀二年；大理明开六年；越南龍符元化二年；日本康和四年         |

## 大事记
- 蔡京發明茶引法，茶商在繳納茶稅之後，可以獲得茶葉專賣權，沿用至清朝。
- 穆拉比特王朝攻打瓦倫西亞，實際管理該地的席德遺孀希梅娜決定棄守，在表兄阿方索六世的护送下回到了卡斯蒂利亚。

## 逝世
- 瓦迪斯瓦夫一世，波兰公爵